# راهب کنار دریا
راهب کنار دریا، نقاشی رنگ روغنی از هنرمند رمانتیسم آلمانی، کاسپار داوید فریدریش است. این اثر بین سال‌های ۱۸۰۸ تا ۱۸۱۰ در درسدن نقاشی شده و برای نخستین بار در نمایشگاه آکادمی هنرهای برلین در سال ۱۸۱۰ همراه با نقاشی صومعه در بلوط‌زار به نمایش گذاشته شد. بنا به درخواست فریدریش، راهب کنار دریا بالای صومعه در بلوط‌زار آویخته شد. پس از این نمایشگاه، هر دو اثر توسط پادشاه فریدریش ویلهلم سوم برای مجموعهٔ شخصی‌اش خریداری شدند. امروزه این دو نقاشی کنار هم در نگارخانهٔ ملی کهن در برلین آویخته شده‌اند.
از آنجا که در این اثر توجهی به ایجاد توهم عمق نشده است، راهب کنار دریا از نظر ترکیب‌بندی، رادیکال‌ترین اثر فریدریش به‌شمار می‌رود. گستردگی پهنه‌های دریا و آسمان، شکل کوچک و کم‌جان راهب را برجسته می‌کند که در برابر عظمت طبیعت و حضور خدا ایستاده است.

## روند شکل‌گیری
شخصیتی تنها، پوشیده در لباسی بلند، بر روی یک تپه شنی کم‌ارتفاع که با علف پوشیده شده است، ایستاده است. این شخصیت که معمولاً به عنوان یک راهب شناخته می‌شود، تقریباً کاملاً از بیننده روی برگردانده و دریای خشن و آسمان خاکستری و بی‌روحی را که حدود سه چهارم تصویر را فرا گرفته، نظاره می‌کند. مشخص نیست که آیا او بر روی صخره‌ای بلند ایستاده یا تنها بر روی شیبی ملایم به سمت دریا قرار دارد. تپه شنی در ترکیب‌بندی به شکل مثلث بی‌تعبیری است که در دورترین نقطه آن شخصیت قرار دارد. در مقابل اقیانوس تاریک، چندین موج سفید دیده می‌شود که گاهی با مرغ دریایی اشتباه گرفته می‌شوند.
اگرچه نقاشی‌های فریدریش مناظر طبیعی هستند، او آن‌ها را در استودیو طراحی و نقاشی می‌کرد، با استفاده از طرح‌های آزاد نقاشی فضای باز که از میان آن‌ها عناصر بیانگر و برجسته را انتخاب کرده و در ترکیب‌بندی اثرگذار قرار می‌داد. ترکیب‌بندی راهب کنار دریا شاهد این فرآیند کاستن است، چرا که فریدریش پس از کشیدن برخی عناصر روی بوم، آن‌ها را حذف کرده است. تحقیقات علمی اخیر نشان داده‌اند که او ابتدا دو کشتی کوچک بادبانی را در افق نقاشی کرده بود که بعداً آن‌ها را حذف کرد. فریدریش تا زمان نمایشگاه، جزئیات نقاشی را تغییر می‌داد؛ مثلاً به آسمان خاکستری، رنگ آبی، ستارگان و ماه افزوده شد، اما ترکیب‌بندی اصلی همیشه ثابت ماند.
این نقاشی در زمانی به نمایش درآمد که فریدریش نخستین موفقیت عمومی و پذیرش انتقادی‌اش را با اثر جنجالی محراب تچن به دست آورده بود؛ اثری که به طور آشکار قالب منظره را با موضوع مذهبی ترکیب کرده بود. راهب کنار دریا موفقیت او را بیش از پیش گسترش داد و توجه زیادی را جلب کرد.
احتمالاً فریدریش این نقاشی را در درسدن در سال ۱۸۰۸ آغاز کرد. در نامه‌ای در فوریهٔ ۱۸۰۹، برای نخستین بار تصویر را توصیف کرد. مراحل شکل‌گیری اثر همچنین توسط بازدیدکنندگان استودیوی او مستند شده است. در ژوئن ۱۸۰۹، همسر نقاش گرهارت فون کوگلگن، آشنای فریدریش، از او بازدید کرد و بعدها در نامه‌ای از تنهایی صحنه و فقدان تسکینی که حرکت یا روایت می‌توانست به فضای بی‌پایان هوا بدهد، انتقاد کرد.
مورخ هنر آلبرت بویمه بر این باور بود که شخصیت راهب، خود فریدریش است که بر صخره‌های روگن قدم می‌زند، جایی که موضوع نقاشی نزدیک به محل ساخت نمازخانه‌ای توسط یک عارف پروتستان است که برای ماهیگیران فقیر دور از خانه بنا شده بود تا ایمان خود را ابراز کنند. پذیرش این فرضیه که راهب خودنگاره‌ای از فریدریش باشد، توسط دیگر پژوهشگران نیز صورت گرفته است، هم به دلیل شباهت‌های فیزیکی به فریدریش (موهای بلند بلوند و جمجمهٔ گرد) و هم به این دلیل که، با توجه به تصور هنرمندان به عنوان کاهنان عالی‌رتبه، فریدریش بعدها خود را در لباس راهب نقاشی کرده است.

## پذیرش معاصر
این نقاشی در شکل کنونی‌اش در اکتبر ۱۸۱۰ در آکادمی برلین به نمایش گذاشته شد و بحث‌ها و انتقادات فراوانی را برانگیخت. ترکیب‌بندی فاقد یک عنصر چشمگیر است — ابزاری برای قاب‌بندی که نگاه بیننده را به درون تصویر هدایت کند. بلکه، خلأ پیش‌زمینه بسیار برجسته است. معمولاً استدلال می‌شود که بینندهٔ این نقاشی در برقراری ارتباط با فضای تصویر دچار دشواری است. کسی نمی‌تواند ذهنی «وارد» تصویر شود؛ فریدریش شکافی غیرقابل عبور بین راهب و بیننده ایجاد کرده است. راهب از نظر مکانی و وجودی از ما جدا شده و هیچ‌یک از عناصر سنتی منظره که ممکن است این اثر را نرم‌تر کند وجود ندارد — تنها آسمانی سرد و پیش‌زمینه‌ای تخت و فاقد هرگونه سبزی، و دریایی تاریک که به نواری باریک تقلیل یافته و هیچ کشتی‌ای در آن دیده نمی‌شود. فریدریش فضا را به گونه‌ای فشرده کرده است که پیش‌نمایش هنر انتزاعی است؛ راهب کنار دریا به عنوان «شاید نخستین نقاشی «انتزاعی» به معنای بسیار مدرن آن» توصیف شده است.
در همان ماه نمایشگاه، نویسندهٔ رمانتیک آلمانی، کلمنس برنتانو، مقاله‌ای دربارهٔ نقاشی به روزنامهٔ جدید برلینر آبندبلتر که توسط دوستش هنریش فون کلایست اداره می‌شد، ارسال کرد. این مقاله با عنوان «احساسات متفاوت دربارهٔ یک منظره دریایی از فریدریش که روی آن راهب کاپوچین است»، انتقادی بود، اما کلایست متن برنتانو را به‌طور قابل توجهی بازنویسی کرد تا مقاله‌ای همدلانه با نقاشی فریدریش ارائه دهد. تفسیر کلایست به یکی از عناصر مرکزی بحث دربارهٔ نقاشی و فریدریش تبدیل شده است؛ این دو مرد به عنوان مخالفان زیبایی‌شناسی رمانتیسم آلمانی مرسوم دیده می‌شوند، جایی که برنتانو کاملاً در آنجا ریشه داشت.
کلایست نوشته است، به عنوان مثال:

چقدر شگفت‌انگیز است که کاملاً تنها کنار دریا، زیر آسمانی ابری بنشینی و به پهنه بی‌پایان آب نگاه کنی. اهمیت دارد که کسی دقیقاً به این دلیل به آنجا آمده باشد، و باید بازگردد. اینکه دوست داشته باشد از روی دریا بگذرد اما نتواند؛ اینکه هیچ نشانه‌ای از زندگی نباشد و در عین حال صدای زندگی را در جریان آب، وزش باد، حرکت ابرها و فریاد تنها پرندگان حس کند… هیچ موقعیتی در جهان نمی‌تواند غم‌انگیزتر و وهم‌انگیزتر از این باشد — به عنوان تنها جرقه زندگی در قلمروی وسیع مرگ، مرکزی تنها در دایره‌ای تنها… با این حال، این قطعاً نشانه آغاز کاملاً جدیدی در هنر فریدریش است…

شهرت بیشتر کلایست نیز با این جمله همراه است: «چون در یکنواختی و بی‌کرانی خود هیچ پیش‌زمینه‌ای جز قاب ندارد، هنگام تماشا، گویی پلک‌هایتان بریده شده است».
این نقاشی برای یوهان ولفگانگ فون گوته بیش از حد مینیمالیستی بود، کسی که از حامیان فریدریش بود و آثار او را به دوک وایمار معرفی کرد و در نمایشگاهی در سال ۱۸۰۵ برای او جوایزی به دست آورد. گوته گفت این نقاشی «می‌تواند به صورت وارونه نگاه شود»، انتقادی که قرنی بعد علیه هنرمندان انتزاعی مطرح شد.

## تأثیر

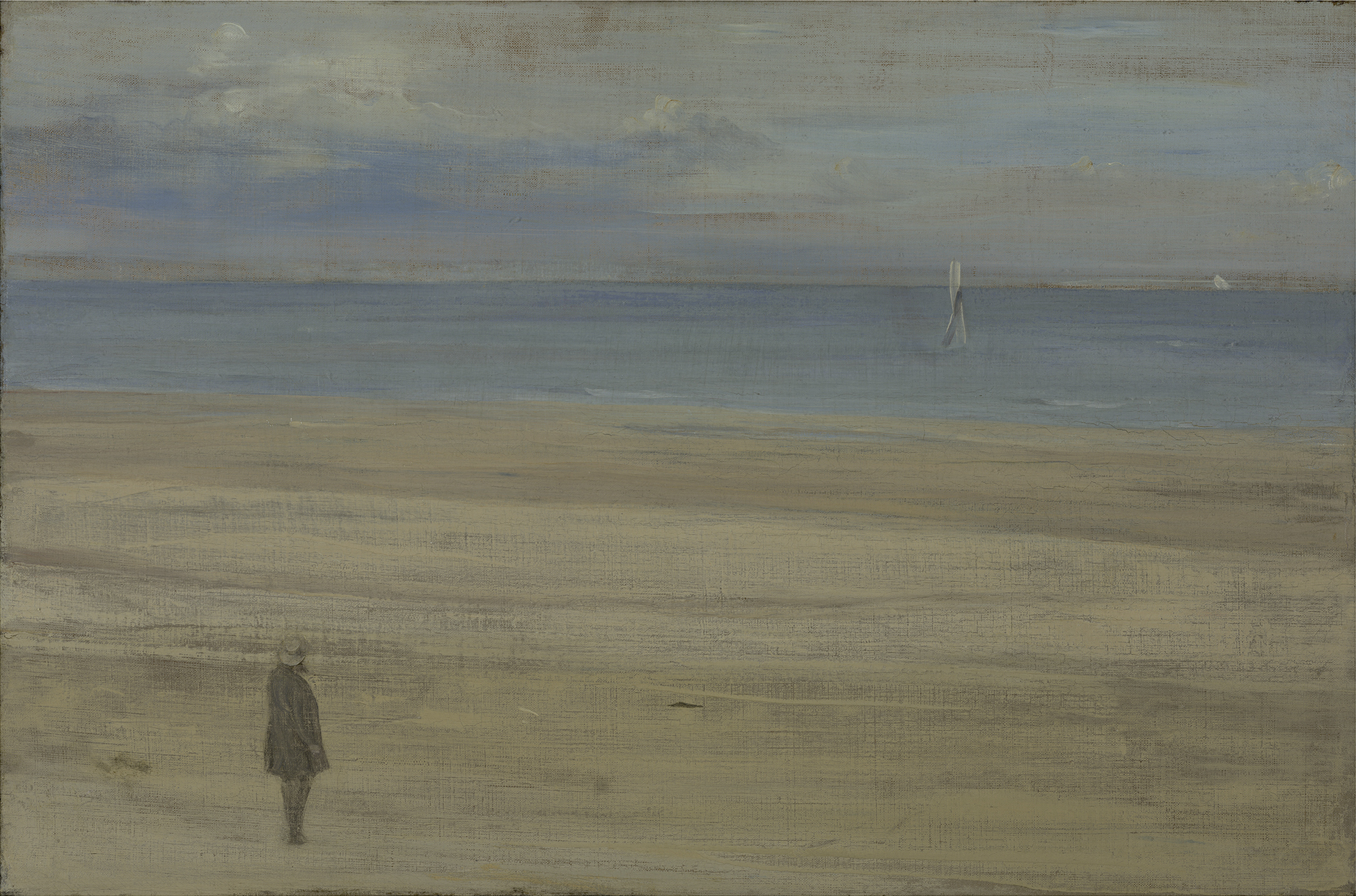
جیمز مک‌نیل ویسلر، هماهنگی در آبی و نقره‌ای: تروفویل، ۱۸۶۵

نقاشی راهب کنار دریا در اواخر قرن نوزدهم الهام‌بخش نقاشانی مانند گوستاو کوربه و جیمز مک‌نیل ویسلر بود. در آثاری مانند ساحل نزدیک پالاوَس اثر گوستاو کوربه، شخصیتی تنها به عنوان جستجوگری مشابه به تصویر کشیده شده که در معرض دید است و به دریا نگاه می‌کند.

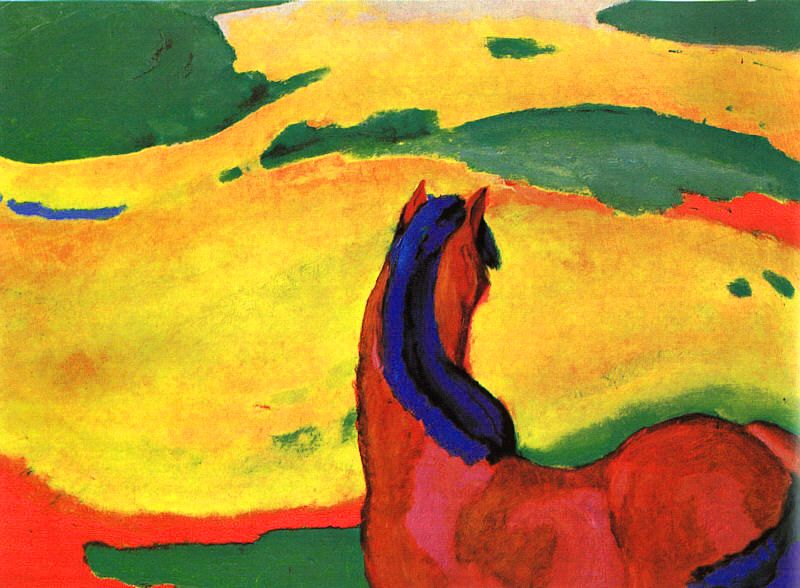
نقاش اکسپرسیونیست فرانتس مارک و نقاشی اسب در منظرهٔ او شباهت‌های فرمالی با راهب کنار دریا دارد.

اگرچه فریدریش نقاشی رمانتیک بود، تأثیر قابل توجهی بر هنرمندان بعدی نمادگرایی و اکسپرسیونیسم داشت. نقاشی اسب در منظره (۱۹۱۰) اثر فرانتس مارک به دلیل سادگی ترکیب‌بندی و خطوط افقی موج‌دار و شخصیتی که به همان صحنه‌ای که بیننده می‌نگرد، نگاه می‌کند، با راهب کنار دریا مقایسه شده است؛ اگرچه استفاده رنگ در این دو اثر در دو انتهای طیف قرار دارد.
در مقاله‌ای در سال ۱۹۶۱ با عنوان «متعالی انتزاعی»، مورخ هنر رابرت روزنبلوم مقایسه‌هایی میان نقاشی‌های منظرهٔ رمانتیک فریدریش و ویلیام ترنر با نقاشی‌های اکسپرسیونیسم انتزاعی مارک روتکو انجام داد. روزنبلوم به طور خاص راهب کنار دریا، ستارهٔ شامگاهی اثر ترنر و نور، زمین و آبی اثر روتکو از ۱۹۵۴ را نمونه‌هایی از نزدیکی دید و احساس معرفی کرد. روزنبلوم می‌گوید: «روتکو، مانند فریدریش و ترنر، ما را در آستانه آن بی‌نهایت‌های بی‌شکل که زیبایی‌شناسان متعالی درباره‌شان بحث کرده‌اند، قرار می‌دهد. راهب کوچک در اثر فریدریش و ماهیگیر در اثر ترنر تضاد تلخی میان وسعت بی‌نهایت خدایی پانته‌ایستی و کوچکی بی‌نهایت مخلوقات او ایجاد می‌کنند. در زبان انتزاعی روتکو، چنین جزئیات لفظی — پلی همدلی میان بیننده واقعی و ارائه منظره‌ای متعالی — دیگر ضروری نیست؛ خود ما راهب کنار دریا هستیم، که به سکوت و تأمل در برابر این تصاویر عظیم و بی‌صدا ایستاده‌ایم، گویی در حال تماشای غروب یا شب مهتابی هستیم». از دههٔ ۱۹۶۰ به بعد، کوسن‌های رنگی به اندازهٔ تابلو یا «بدن‌های فضای رنگی» اثر گوتهارد گراوبنر نیز از راهب کنار دریا الهام گرفته‌اند. به گفتهٔ تاریخ‌نگار هنر ورنر هافمان، هر دو، گراوبنر و فریدریش، زیبایی‌شناسی یکنواختی را به عنوان مقابل زیبایی‌شناسی گوناگونی که پیش از قرن نوزدهم غالب بود، خلق کرده‌اند.
گفته شده است که قاب‌بندی و ترکیب‌بندی چند صحنه از «آسیاب گوشت» در فیلم استاکر ساختهٔ آندری تارکوفسکی شباهت شدیدی به راهب کنار دریا دارد.